# Волостригов, Пётр Станиславович
Пётр Станиславович Волостригов (род. 12 августа 1955, Юрьевка, Чувашская АССР) — российский политик, член Совета Федерации (2001—2006).

## Биография
Образование высшее: окончил Чувашский государственный университет, Тюменский государственный университет.
Награждён медалями «За отличие в воинской службе» II степени, «За заслуги в Вооруженных силах» III степени, почетным знаком «Войска ПВО страны».

### Политическая карьера
1994—1996 годы — заместитель Председателя Думы Ханты-Мансийского автономного округа Сергея Собянина, председатель Комиссии по вопросам законодательной деятельности Думы автономного округа.
1996−2000 годы — первый заместитель Председателя Думы Ханты-Мансийского автономного округа, председатель Комиссии по региональной политике Думы автономного округа.
2000−2001 годы − исполняющий обязанности Председателя Думы Ханты-Мансийского автономного округа.
2001 год − первый заместитель Председателя Думы Ханты-Мансийского автономного округа, председатель Комиссии по региональной политике Думы автономного округа.
2001—2006 года — представитель в Совете Федерации Федерального Собрания Российской Федерации от Думы Ханты-Мансийского автономного округа — Югры, заместитель председателя Комиссии Совета Федерации по методологии реализации конституционных полномочий Совета Федерации, член парламентской делегации Российской Федерации в Межпарламентской ассамблее Евразийского экономического сообщества.